# Формиране на реакция
В психоаналитичната теория формирането на реакция е защитен механизъм, при който емоции и импулси, които са произвеждащи безпокойство или вътрешно възприемани като неприемливи биват овладени чрез преувеличена обратна реакция .
Фройд смята, че ако има възможност заплашителен изтласкан материал да се върне в съзнанието, човек може да се опита да подкрепи изтласкването, като използва поведения, диаметрално противоположни на типа поведения, които биха произтекли от изтласкания материал. Ако човек намира хомосексуалността за заплашваща и има изтласкани хомосексуални тенденции, за да подкрепи изтласкването, той може да се ангажира в прекомерни хетеросексуални дейности. Такова контрамотивирано поведение се нарича формиране на реакция. Много малко експериментални изследвания за проверявайли съществуването и ефектите на формирането на реакция при хората, а дори и това малко, което съществува, трябва да се интерпретира като нееднозначно и слабо. Тъй като поведенията, атрибутирани на формирането на реакция, са социално желателни поведения, тяхната употреба може просто да се разглежда като опити за спечелване на награда/одобрение, а не като защитни опити да се избегне тревожността, свързана с несъзнаван материал.